# Tokyo Dragons
I Tokyo Dragons sono stati un gruppo hard rock britannico formato a Londra nel 2005 e scioltosi nel 2008.
Il loro stile si ispirava principalmente a gruppi come AC/DC, Motörhead, Aerosmith, Kiss e Thin Lizzy.

## Formazione
- Steve Lomax - voce, chitarra
- Mal Bruk - chitarra, cori
- Mathias Stady - basso
- Phil Martini - batteria, cori

## Discografia

### Album in studio
- 2005 - Give Me the Fear
- 2007 - Hot Nuts

### EP
- 2005 - Get Em Off
- 2006 - Come On Baby